# 학술기관 리포지터리
학술기관 리포지터리(institutional repository, IR)는 대학이나 연구기관 등이 생산한 학술정보를 공공의 시각에서 수집하고, 축적하여 학내 외의 이용자들에게 무료로 제공하는 인터넷 상의 전자 도서관이다. 다른 의미로, 개방형으로 운영되는 디지털 개체(digital objects)의 저장소라는 의미로 쓰이기도 한다.

## 개념
학술기관 리포지터리는 다음의 의미로 사용된다.
1. 대학, 연구소 등 학술기관에서 생산된 지적 생산물을 보존하고 공개하는 것을 목적으로 한 전자 아카이브 시스템
2. 학술기관이 기관 구성원들이 생성한 디지털 자원을 관리, 배포하기 위하여 기관 구성원에게 전달되는 일련의 서비스
3. 내용적 의미 - 개방 접근이 가능한 학술자원을 수집, 관리하고 검색서비스를 제공하는 시스템
4. 개념적 의미 - 하나의 소규모 디지털 도서관

## 종류
- SHERPA